# مجزرة عائلة جمعة (29 أكتوبر 2023)
مجزرة عائلة جمعة (29 أكتوبر 2023) أو مجزرة منطقة الصفطاوي (29 أكتوبر 2023) هي مجزرةٌ ارتكبها سلاح الجوّ الإسرائيلي حينما أغارَ على خمسة منازل تتبع لعائلة جمعة في منطقة الصفطاوي شمالي غزة. وخلال ساعات المساء الأولى ليوم الأحد الموافق 29 أكتوبر 2023 قام سلاح الجو بشن سلسلة غارات على خمسة منازل بجانب بعضها البعض تتبع لعائلة جمعة. هذه المجزرة من ضمن عدة مجازر وقعت خلال عملية طوفان الأقصى. تسبّبت هذه المجزرة الإسرائيليّة والتي استهدفت منازل تضم عدد من المدنيين إلى استشهاد أكثر من 33 شهيداً من عائلة جمعة وجميعهم من عائلة واحدة.

## خلفية الحدث
في ساعاتِ الصباح الأولى من يوم السابع من أكتوبر 2023 أطلقت حركة المقاومة الإسلامية حماس عبر ذراعها العسكري كتائب الشهيد عز الدين القسام عملية طوفان الأقصى وذلك ردًا على الاعتداءات الإسرائيلية وتدنيس الأقصى والاستمرار في الاستيطان كما أكّد على ذلك محمد الضيف القائد العام للقسّام والذي أعطى إشارة انطلاق العمليّة التي شهدت اقتحامًا من المقاومين لمستوطنات غلاف غزة ونجحوا في قتلِ عدد كبيرٍ من الجنود الإسرائيلين، وأسر عشرات آخرين كما استطاعوا خلال ساعات قطع عشرات الكيلومترات ووصلوا لمستوطنات أبعد من تلك المحيطة والقريبة من قطاع غزة.
استمرَّت الاشتباكات بين الجيش الإسرائيلي وبين المقاومين في عديد من المستوطنات وعلى رأسها مستوطنة سديروت. الرد الإسرائيلي على هذه العمليّة جاء من خلال شنّ سلاح الجو الإسرائيلي عشرات الغارات العشوائيّة على القطاع متسبّبة في مقتل عشرات المدنيين وتدمير البنية التحتية لمدن القطاع، ليصل حد فرض إغلاق شامل وقطع متعمد لكل الخدمات من ماء وكهرباء وغاز، وهو ما هدَّد حياة أكثر من مليونَي فلسطيني يعيشُ داخل القطاع الذي يُعاني أصلًا من تبعات الحصار الخانق عليهم منذ ستة عشر عاماً.

## المجزرة
بالتزامن مع عملية طوفان الأقصى قامت طائرات الاحتلال الإسرائيلي بقصف خمسة منازل متجاورة تتبع لعائلة جمعة. حيثُ شنت الطائرات غارات جوية مكثفة في منطقة الصفطاوي، والتي طالت المربع السكني الخاص بالعائلة. وتمكنت سيارات الإسعاف والدفاع المدني من انتشال جثامين 33 مواطناً من عائلة جمعة، ومعظمهم أطفال ونساء إضافة إلى عشرات الجرحى وعشرات المفقودين.

## الضحايا
1. رجب سعيد جمعة
2. علي رجب جمعة
3. محمد رجب جمعة
4. حفيظة الشافعي جمعة
5. صبحة رجب جمعة
6. غازي مازن جمعة
7. فداء مازن جمعة
8. احمد عوض جمعة
9. محمد عوض جمعة
10. رمزية غازي جمعة
11. يوسف جمال جمعة
12. سعد عبد الكريم جمعة
13. محمود شحدة جمعة
14. بثينة محمود جمعة
15. هنادي كامل جمعة
16. احمد كامل جمعة
17. صبحة الشافعي جمعة
18. ياسر كامل جمعة
19. ليان كامل جمعة
20. فاطمة جمال جمعة
21. ياسين جمال جمعة
22. صلاح جمال جمعة
23. إلهام جمال جمعة
24. فاتن جمال جمعة
25. دلال كامل جمعة
26. رجب محمد رجب جمعة
27. محمود محمد رجب جمعة
28. نجاح طارق جمعة
29. محمد طارق جمعة
30. ريتال سعد جمعة
31. بلال سعد جمعة
32. مروة كامل جمعة
33. محمد شعبان جمعة